# Amleto Frignani
Amleto Frignani (* 5. März 1932 in Fossoli (MO), Italien; † 2. März 1997 in Fresno, CA, Vereinigte Staaten) war ein italienischer Fußballspieler.

## Karriere

### Verein
Geboren in Fossoli, einem Ortsteil von Carpi, spielte Frignani ab der Saison 1949/50 im Alter von 17 Jahren für die erste Mannschaft des örtlichen Klubs Associazione Calcio in der höchsten Liga der Region Emilia-Romagna. Nach einer erfolgreichen Saison bei den Amateuren, die mit dem Titelgewinn und dem Aufstieg endete, wechselte er 1950 zur AC Reggiana. Frignani gab sein Debüt in der Serie B zum Saisonauftakt am 10. September 1950 beim 2:0-Heimsieg gegen SPAL Ferrara. Sein erstes Tor erzielte er zwei Wochen später beim 2:0 gegen US Livorno 1915. Er beendete die Saison mit 34 Einsätzen, in denen er sieben Tore erzielte. 
Im Sommer 1951 wechselte Frignani zum AC Mailand. Mit Milan gewann er 1955 den "Scudetto" sowie 1956 den Coupe Latine. Der schnelle Flügelstürmer war der erste Torschütze einer italienischen Mannschaft in der Geschichte des Europapokals. Bei der ersten Austragung des Europapokals der Landesmeister traf Frignani in der 15. Spielminute des Hinspiels gegen den saarländischen Vertreter 1. FC Saarbrücken.
Zu Beginn der Saison 1956/57 wechselte Frignani zu Udinese Calcio. Trotz eines vierten Platzes am Saisonende verließ er Udine nach nur einer Spielzeit, um sich dem CFC Genua anzuschließen. Mit Genua stieg er am Ende der Saison 1959/60 aus der Serie A ab. Nach der Meisterschaft in der Serie B und dem damit verbundenen Wiederaufstieg sowie dem Gewinn des Alpenpokals am Ende der Saison 1961/62 beendete Frignani seine aktive Laufbahn.

### Nationalmannschaft
Frignani debütierte am 28. Dezember 1952 beim 2:0 gegen die Schweiz im Rahmen des Europapokals der Nationalmannschaften in der italienischen Nationalmannschaft. In diesem Spiel erzielte er sein erstes von insgesamt sechs Länderspieltoren.
Anlässlich der Fußball-Weltmeisterschaft 1954 in der Schweiz wurde Frignani von Nationaltrainer Lajos Czeizler in das italienische Aufgebot berufen. Im Laufe des Turniers bestritt er zwei der drei Spiele mit italienischer Beteiligung. Beim 4:1 gegen Belgien erzielte er den Treffer zum zwischenzeitlichen 3:0. Im Entscheidungsspiel um Platz 2 der Vorrundengruppe unterlagen die Italiener den Schweizer Gastgebern mit 1:4 und schieden aus dem Turnier aus.
Sein letztes von insgesamt 14 Länderspielen für die Azzurri bestritt Frignani am 25. April 1957 beim 1:0 im Qualifikationsspiel zur Weltmeisterschaft 1958 in Schweden gegen Nordirland.

## Erfolge
- Italienische Meisterschaft: 1955
- Torneo di Viareggio: 1952, 1953
- Coupe Latine: 1956
- Alpenpokal: 1962